# GFOD1
GFOD1 (англ. Glucose-fructose oxidoreductase domain containing 1) – білок, який кодується однойменним геном, розташованим у людей на 6-й хромосомі. Довжина поліпептидного ланцюга білка становить 390 амінокислот, а молекулярна маса — 43 158.
| 10         |  | 20         |  | 30         |  | 40         |  | 50         |
| ---------- |  | ---------- |  | ---------- |  | ---------- |  | ---------- |
| MLPGVGVFGT |  | SLTARVIIPL |  | LKDEGFAVKA |  | LWGRTQEEAE |  | ELAKEMSVPF |
| YTSRIDEVLL |  | HQDVDLVCIN |  | LPPPLTRQIA |  | VKTLGIGKNV |  | ICDRTATPLD |
| AFRMTSAAHY |  | YPKLMSIMGN |  | VLRFLPAFVR |  | MKQLIEEGYV |  | GEPLVCEVQV |
| HGGSLLGKKY |  | NWSCDDLMGG |  | GGLHSVGTYI |  | IDLLTFLTGQ |  | KAVKVHGLLK |
| TFVKQTDHIK |  | GIRQITSDDF |  | CTFQMVLEGG |  | VCCTVTLNFN |  | VPGEFKQDVT |
| VVGSAGRLLA |  | VGTDLYGQRN |  | SAPEQELLVQ |  | DATPVSNSLL |  | PEKAFSDIPS |
| PYLRGTIKMM |  | QAVRQAFQDQ |  | DDRRTWDGRP |  | LTMAATFDDC |  | LYALCVVDTI |
| KRSSQTGEWQ |  | NIAIMTEEPE |  | LSPAYLISEA |  | MRRSRMSLYC |  |            |

A: Аланін

C: Цистеїн

D: Аспарагінова кислота

E: Глутамінова кислота

F: Фенілаланін

G: Гліцин

H: Гістидин

I: Ізолейцин

K: Лізин

L: Лейцин

M: Метіонін

N: Аспарагін

P: Пролін

Q: Глутамін

R: Аргінін

S: Серин

T: Треонін

V: Валін

W: Триптофан

Кодований геном білок за функцією належить до оксидоредуктаз. 
Задіяний у такому біологічному процесі, як альтернативний сплайсинг. 
Секретований назовні.